# Ёлкин, Владимир Иванович (физиолог)
Владимир Иванович Ёлкин  (27 декабря 1931, Ленинград — 29 декабря 1977, Ленинград) — русский советский учёный-физиолог, доктор биологических наук (1970), научный сотрудник Института физиологии им. И. П. Павлова АН СССР, профессор Симферопольского университета, заведующий лаборатории генетики человека Ленинградского института акушерства и гинекологии, автор ряда книг по физиологии.

## Биография
Родился 27 декабря 1931 года в городе Ленинграде. Закончил 1-й Ленинградский медицинский институт имени академика И. П. Павлова
С 1957 по 1970 год трудился в Институте физиологии имени И. П. Павлова АН СССР в Ленинграде. В 1970 году защитил диссертацию на учёную степень доктора биологических наук.
С 1970 по 1972 годы преподавал в должности профессора в Симферопольском государственном университете имени М. В. Фрунзе (ныне — Таврический национальный университет имени В. И. Вернадского). Учёное звание профессор (1972).
С 1972 по 1977 годы — заведующий лаборатории генетики человека Ленинградского института акушерства и гинекологии.
Опубликовал ряд книг, из которых наиболее известным считается труд «Генетика эпилепсии: (Экспериментальные исследования)» (Ленинград, 1971)

## Область исследований
- физиология нервной деятельности,
- генетика поведения.

## Избранная библиография
- Ёлкин, Владимир Иванович. Болезни людей, вызываемые домашними животными : (Профилактика и меры борьбы) / О-во по распространению полит. и науч. знаний РСФСР. Ленингр. отд-ние. — Ленинград : [б. и.], 1962. — 40 с.; 20 см.
- От животного человеку : (Зоонозы) / Канд. мед. наук В. И. Ёлкин. — Москва : Медицина, 1965. — 52 с. : ил.; 20 см. — (Научно-популярная медицинская литература).
- Ёлкин, Владимир Иванович. Генетика эпилепсии : (Экспериментальные исследования). — Ленинград : Медицина. Ленингр. отд-ние, 1971. — 191 с. : ил.; 23 см.